# فيليب ويلسون (كاهن كاثوليكي)
فيليب ويلسون (بالإنجليزية: Philip Edward Wilson)‏ هو كاهن كاثوليكي أسترالي، ولد في 10 أكتوبر 1950 في سيسنوك في أستراليا.